# Patriarchen van Roemenië
De Patriarch van Heel Roemenië is de titel van het hoofd van de Roemeens-orthodoxe Kerk.

## Patriarchen van Geheel Roemenië
- Miron (1925-1939)
- Nicodim (1939-1948)
- Iustinian (1948-1977)
- Iustin (1977-1986)
- Teoctist (1986-2007)
- Daniel (2007 - heden)

## Metropolieten van Geheel Roemenië
- Nifon (1850-1875)
- Calinic (1875-1886)
- Iosif (1886-1893)
- Ghenadie (1893-1896)
  - Iosif (1896-1909), gerestaureerd
- Atanasie (1909-1911)
- Conon (1912-1919)
- Miron Cristea (1919-1925)